# Мелех Роман Богданович
Роман Богданович Мелех (нар. 19 липня 1958, смт. Дашава Стрийського району Львівської обл.) — український спортивний діяч, спортивний публіцист. Співавтор книги «Історія львівського футболу» (Львів, 1999). Відмінник освіти України, заслужений тренер України. Викладач кафедри теорії фізичного виховання, спеціальної фізичної підготовки і спорту Академія сухопутних військ імені гетьмана Петра Сагайдачного. Голова ЛМГО «Футбольний клуб „Україна 1903“».

## Життєпис
Закінчив електроенергетичний факультет Львівського політехнічного інституту та юридичний факультет і аспірантуру Львівського університету ім. І. Франка.
З 1993 по 1999 рік працював головним тренером футзального клубу «Україна».
З 1994 по 1996 рік — начальник збірної України з футзалу.
Статті Романа Мелеха про футбол та історію футболу друкували у часописах «Український футбол», «Карпати», «За вільну Україну», «Високий Замок», «Львівська реклама», «Каменяр» і футбольних довідниках.
Пише на тему історії спортового товариства «Україна», очолює ЛМГО «Футбольний клуб „Україна 1903“».